# エリーナ・ズベレワ
エリーナ・ズベレワ （ベラルーシ語: Эліна Аляксандраўна Зверава, 英語: Ellina Zvereva, 1960年11月16日 - ）は、ベラルーシの陸上競技選手。円盤投の選手で2000年シドニーオリンピックの金メダリストである。ロシア・ソビエト連邦社会主義共和国モスクワ州ドルゴプルドニイ出身。

## 経歴
ズベレワは、1979年から円盤投の競技に参加しはじめる。1988年ソウルオリンピックでは5位入賞を果たしたが、1992年バルセロナオリンピックには薬物違反のため出場することができなかった。1993年に競技に復帰するも、同年の世界選手権では予選敗退する。しかし、1995年の世界選手権では68.64mを投げ金メダルを獲得した。
2大会ぶりに出場した1996年アトランタオリンピックでは65.64mを投げ、ドイツのイルケ・ヴィルダ、ロシアのナタリア・サドワに次いで銅メダルを獲得した。さらに、翌年の世界選手権でも銀メダルを獲得する。
ズベレワが39歳で迎えた2000年にはシドニーオリンピックに出場し、ギリシャのアナスタシア・ケレシドゥを抑え金メダルを獲得。39歳でのオリンピック金メダルは陸上競技では最高齢であった。

## 主な実績
| 年   | 大会                     | 場所                       | 種目   | 結果 | 記録  |
| ---- | ------------------------ | -------------------------- | ------ | ---- | ----- |
| 1994 | ヨーロッパ陸上選手権     | ヘルシンキ(フィンランド)   | 円盤投 | 2位  | 64m46 |
| 1994 | IAAFグランプリファイナル | パリ(フランス)             | 円盤投 | 3位  | 63m96 |
| 1994 | IAAFワールドカップ       | ロンドン(イギリス)         | 円盤投 | 2位  | 63m86 |
| 1995 | 世界陸上選手権           | イェーテボリ(スウェーデン) | 円盤投 | 1位  | 68m64 |
| 1996 | オリンピック             | アトランタ(アメリカ合衆国) | 円盤投 | 3位  | 65m64 |
| 1996 | IAAFグランプリファイナル | ミラノ(イタリア)           | 円盤投 | 2位  | 64m66 |
| 1997 | 世界陸上選手権           | アテネ(ギリシャ)           | 円盤投 | 2位  | 65m90 |
| 1999 | 世界陸上選手権           | セビリヤ(スペイン)         | 円盤投 | 10位 | 62m75 |
| 2000 | オリンピック             | シドニー(オーストラリア)   | 円盤投 | 1位  | 68m40 |
| 2000 | IAAFグランプリファイナル | ドーハ(カタール)           | 円盤投 | 2位  | 63m96 |
| 2001 | 世界陸上選手権           | エドモントン(カナダ)       | 円盤投 | 1位  | 67m10 |
| 2002 | IAAFグランプリファイナル | パリ(フランス)             | 円盤投 | 3位  | 63m28 |
| 2008 | オリンピック             | 北京(中国)                 | 円盤投 | 6位  | 60m82 |